# Liste der Wimbledonsieger (Mixed)
Diese Liste enthält alle Finalisten im Mixed bei den Lawn Tennis Championships. Rekordsieger sind bei den Herren mit jeweils vier Titeln Ken Fletcher, Vic Seixas, Owen Davidson und Leander Paes, wovon letzterer seine Titel sämtlich in der Open Era gewann. Bei den Damen ist Elizabeth Ryan mit sieben Titeln zwischen 1919 und 1932 auch insgesamt Rekordsiegerin. In der Open Era gewann Martina Navratilova mit vier Titeln die meisten Titel.
| Jahr                | Sieger                                | Finalgegner                          | Ergebnis                        |
| ------------------- | ------------------------------------- | ------------------------------------ | ------------------------------- |
| 1913                | Agnes Tuckey Hope Crisp               | Ethel Thomson Larcombe James Parke   | 3:6, 5:3 aufgg.                 |
| 1914                | Ethel Thomson Larcombe James Parke    | Marguerite Broquedis Anthony Wilding | 4:6, 6:4, 6:2                   |
| 1915–1918           | ausgefallen (Erster Weltkrieg)        | ausgefallen (Erster Weltkrieg)       | ausgefallen (Erster Weltkrieg)  |
| 1919                | Elizabeth Ryan Randolph Lycett        | Dorothea Chambers Albert Prebble     | 6:0, 6:0                        |
| 1920                | Suzanne Lenglen Gerald Patterson      | Elizabeth Ryan Randolph Lycett       | 7:5, 6:3                        |
| 1921                | Elizabeth Ryan Randolph Lycett        | Phyllis Howkins Max Woosnam          | 6:3, 6:1                        |
| 1922                | Suzanne Lenglen Pat O’Hara Wood       | Elizabeth Ryan Randolph Lycett       | 6:4, 6:3                        |
| 1923                | Elizabeth Ryan Randolph Lycett        | Dorothy Barron Lewis Deane           | 6:4, 7:5                        |
| 1924                | Kathleen McKane Brian Gilbert         | Dorothy Barron Leslie Godfree        | 6:3, 3:6, 6:3                   |
| 1925                | Suzanne Lenglen Jean Borotra          | Elizabeth Ryan Umberto De Morpurgo   | 6:3, 6:3                        |
| 1926                | Kathleen Godfree Leslie Godfree       | Mary Browne Howard Kinsey            | 6:3, 6:4                        |
| 1927                | Elizabeth Ryan Frank Hunter           | Kathleen Godfree Leslie Godfree      | 8:6, 6:0                        |
| 1928                | Elizabeth Ryan Patrick Spence         | Daphne Akhurst Jack Crawford         | 7:5, 6:4                        |
| 1929                | Helen Wills Frank Hunter              | Joan Fry Ian Collins                 | 6:1, 6:4                        |
| 1930                | Elizabeth Ryan Jack Crawford          | Hilde Krahwinkel Daniel Prenn        | 6:1, 6:3                        |
| 1931                | Anna Harper George Lott               | Joan Ridley Ian Collins              | 6:3, 1:6, 6:1                   |
| 1932                | Elizabeth Ryan Enrique Maier          | Josane Sigart Harry Hopman           | 7:5, 6:2                        |
| 1933                | Hilde Krahwinkel Gottfried von Cramm  | Mary Heeley Norman Farquharson       | 7:5, 8:6                        |
| 1934                | Dorothy Round Ryuki Miki              | Dorothy Barron Henry Austin          | 3:6, 6:4, 6:0                   |
| 1935                | Dorothy Round Fred Perry              | Nell Hopman Harry Hopman             | 7:5, 4:6, 6:2                   |
| 1936                | Dorothy Round Fred Perry              | Sarah Fabyan Don Budge               | 7:9, 7:5, 6:4                   |
| 1937                | Alice Marble Don Budge                | Simonne Mathieu Yvon Petra           | 6:4, 6:1                        |
| 1938                | Alice Marble Don Budge                | Sarah Fabyan Henner Henkel           | 6:1, 6:4                        |
| 1939                | Alice Marble Bobby Riggs              | Nina Brown Frank Wilde               | 9:7, 6:1                        |
| 1940–1945           | ausgefallen (Zweiter Weltkrieg)       | ausgefallen (Zweiter Weltkrieg)      | ausgefallen (Zweiter Weltkrieg) |
| 1946                | Louise Brough Tom Brown               | Dorothy Bundy Geoff Brown            | 6:4, 6:4                        |
| 1947                | Louise Brough John Bromwich           | Nancye Bolton Colin Long             | 1:6, 6:4, 6:2                   |
| 1948                | Louise Brough John Bromwich           | Doris Hart Frank Sedgman             | 6:2, 3:6, 6:3                   |
| 1949                | Sheila Summers Eric Sturgess          | Louise Brough John Bromwich          | 9:7, 9:11, 7:5                  |
| 1950                | Louise Brough Eric Sturgess           | Patricia Todd Geoff Brown            | 11:9, 1:6, 6:4                  |
| 1951                | Doris Hart Frank Sedgman              | Nancye Bolton Mervyn Rose            | 7:5, 6:2                        |
| 1952                | Doris Hart Frank Sedgman              | Thelma Long Enrique Morea            | 4:6, 6:3, 6:4                   |
| 1953                | Doris Hart Vic Seixas                 | Shirley Fry Enrique Morea            | 9:7, 7:5                        |
| 1954                | Doris Hart Vic Seixas                 | Margaret duPont Ken Rosewall         | 5:7, 6:4, 6:3                   |
| 1955                | Doris Hart Vic Seixas                 | Louise Brough Enrique Morea          | 8:6, 2:6, 6:3                   |
| 1956                | Shirley Fry Vic Seixas                | Althea Gibson Gardnar Mulloy         | 2:6, 6:2, 7:5                   |
| 1957                | Darlene Hard Mervyn Rose              | Althea Gibson Neale Fraser           | 6:4, 7:5                        |
| 1958                | Lorraine Coghlan Bob Howe             | Althea Gibson Kurt Nielsen           | 6:3, 13:11                      |
| 1959                | Darlene Hard Rod Laver                | Maria Bueno Neale Fraser             | 6:4, 6:3                        |
| 1960                | Darlene Hard Rod Laver                | Maria Bueno Bob Howe                 | 13:11, 3:6, 8:6                 |
| 1961                | Lesley Turner Fred Stolle             | Edda Buding Bob Howe                 | 11:9, 6:2                       |
| 1962                | Margaret duPont Neale Fraser          | Ann Haydon Dennis Ralston            | 2:6, 6:3, 13:11                 |
| 1963                | Margaret Smith Ken Fletcher           | Darlene Hard Bob Hewitt              | 11:9, 6:4                       |
| 1964                | Lesley Turner Fred Stolle             | Margaret Smith Ken Fletcher          | 6:4, 6:4                        |
| 1965                | Margaret Smith Ken Fletcher           | Judy Tegart Tony Roche               | 12:10, 6:3                      |
| 1966                | Margaret Smith Ken Fletcher           | Billie Jean King Dennis Ralston      | 4:6, 6:3, 6:3                   |
| 1967                | Billie Jean King Owen Davidson        | Maria Bueno Ken Fletcher             | 7:5, 6:2                        |
| Beginn der Open Era |                                       |                                      |                                 |
| 1968                | Margaret Court Ken Fletcher           | Olga Morosowa Alexander Metreweli    | 6:1, 14:12                      |
| 1969                | Ann Jones Fred Stolle                 | Judy Tegart Tony Roche               | 6:2, 6:3                        |
| 1970                | Rosie Casals Ilie Năstase             | Olga Morosowa Alexander Metreweli    | 6:3, 4:6, 9:7                   |
| 1971                | Billie Jean King Owen Davidson        | Margaret Court Marty Riessen         | 3:6, 6:2, 15:13                 |
| 1972                | Rosie Casals Ilie Năstase             | Evonne Goolagong Kim Warwick         | 6:4, 6:4                        |
| 1973                | Billie Jean King Owen Davidson        | Janet Newberry Raúl Ramírez          | 6:3, 6:2                        |
| 1974                | Billie Jean King Owen Davidson        | Lesley Charles Mark Farrell          | 6:3, 9:7                        |
| 1975                | Margaret Court Marty Riessen          | Betty Stöve Allan Stone              | 6:4, 7:5                        |
| 1976                | Françoise Dürr Tony Roche             | Rosie Casals Dick Stockton           | 6:3, 2:6, 7:5                   |
| 1977                | Greer Stevens Bob Hewitt              | Betty Stöve Frew McMillan            | 3:6, 7:5, 6:4                   |
| 1978                | Betty Stöve Frew McMillan             | Billie Jean King Ray Ruffels         | 6:2, 6:2                        |
| 1979                | Greer Stevens Bob Hewitt              | Betty Stöve Frew McMillan            | 7:5, 7:67                       |
| 1980                | Tracy Austin John Austin              | Dianne Balestrat Mark Edmondson      | 4:6, 7:66, 6:3                  |
| 1981                | Betty Stöve Frew McMillan             | Tracy Austin John Austin             | 4:6, 7:62, 6:3                  |
| 1982                | Anne Smith Kevin Curren               | Wendy Turnbull John Lloyd            | 2:6, 6:3, 7:5                   |
| 1983                | Wendy Turnbull John Lloyd             | Billie Jean King Steve Denton        | 6:75, 7:65, 7:5                 |
| 1984                | Wendy Turnbull John Lloyd             | Kathy Jordan Steve Denton            | 6:3, 6:3                        |
| 1985                | Martina Navratilova Paul McNamee      | Elizabeth Smylie John Fitzgerald     | 7:5, 4:6, 6:2                   |
| 1986                | Kathy Jordan Ken Flach                | Martina Navratilova Heinz Günthardt  | 6:3, 7:67                       |
| 1987                | Jo Durie Jeremy Bates                 | Nicole Provis Darren Cahill          | 7:610, 6:3                      |
| 1988                | Zina Garrison Sherwood Stewart        | Gretchen Magers Kelly Jones          | 6:1, 7:63                       |
| 1989                | Jana Novotná Jim Pugh                 | Jenny Byrne Mark Kratzmann           | 6:4, 5:7, 6:4                   |
| 1990                | Zina Garrison Rick Leach              | Elizabeth Smylie John Fitzgerald     | 7:5, 6:2                        |
| 1991                | Elizabeth Smylie John Fitzgerald      | Natallja Swerawa Jim Pugh            | 7:64, 6:2                       |
| 1992                | Larisa Neiland Cyril Suk              | Miriam Oremans Jacco Eltingh         | 7:62, 6:2                       |
| 1993                | Martina Navratilova Mark Woodforde    | Manon Bollegraf Tom Nijssen          | 6:3, 6:4                        |
| 1994                | Helena Suková Todd Woodbridge         | Lori McNeil T. J. Middleton          | 3:6, 7:5, 6:3                   |
| 1995                | Martina Navratilova Jonathan Stark    | Gigi Fernández Cyril Suk             | 6:4, 6:4                        |
| 1996                | Helena Suková Cyril Suk               | Larisa Neiland Mark Woodforde        | 1:6, 6:3, 6:2                   |
| 1997                | Helena Suková Cyril Suk               | Larisa Neiland Andrei Olchowski      | 4:6, 6:3, 6:4                   |
| 1998                | Serena Williams Maks Mirny            | Mirjana Lučić-Baroni Mahesh Bhupathi | 6:4, 6:4                        |
| 1999                | Lisa Raymond Leander Paes             | Anna Kurnikowa Jonas Björkman        | 6:4, 3:6, 6:3                   |
| 2000                | Kimberly Po Donald Johnson            | Kim Clijsters Lleyton Hewitt         | 6:4, 7:63                       |
| 2001                | Daniela Hantuchová Leoš Friedl        | Liezel Huber Mike Bryan              | 4:6, 6:3, 6:2                   |
| 2002                | Jelena Lichowzewa Mahesh Bhupathi     | Daniela Hantuchová Kevin Ullyett     | 6:2, 1:6, 6:1                   |
| 2003                | Martina Navratilova Leander Paes      | Anastassija Rodionowa Andy Ram       | 6:3, 6:3                        |
| 2004                | Cara Black Wayne Black                | Alicia Molik Todd Woodbridge         | 3:6, 7:68, 6:4                  |
| 2005                | Mary Pierce Mahesh Bhupathi           | Tetjana Perebyjnis Paul Hanley       | 6:4, 6:2                        |
| 2006                | Wera Swonarjowa Andy Ram              | Venus Williams Bob Bryan             | 6:3, 6:2                        |
| 2007                | Jelena Janković Jamie Murray          | Alicia Molik Jonas Björkman          | 6:4, 3:6, 6:1                   |
| 2008                | Samantha Stosur Bob Bryan             | Katarina Srebotnik Mike Bryan        | 7:5, 6:4                        |
| 2009                | Anna-Lena Grönefeld Mark Knowles      | Cara Black Leander Paes              | 7:5, 6:3                        |
| 2010                | Cara Black Leander Paes               | Lisa Raymond Wesley Moodie           | 6:4, 7:65                       |
| 2011                | Iveta Benešová Jürgen Melzer          | Jelena Wesnina Mahesh Bhupathi       | 6:3, 6:2                        |
| 2012                | Lisa Raymond Mike Bryan               | Jelena Wesnina Leander Paes          | 6:3, 5:7, 6:4                   |
| 2013                | Kristina Mladenovic Daniel Nestor     | Lisa Raymond Bruno Soares            | 5:7, 6:2, 8:6                   |
| 2014                | Samantha Stosur Nenad Zimonjić        | Chan Hao-ching Maks Mirny            | 6:4, 6:2                        |
| 2015                | Martina Hingis Leander Paes           | Tímea Babos Alexander Peya           | 6:1, 6:1                        |
| 2016                | Heather Watson Henri Kontinen         | Anna-Lena Grönefeld Robert Farah     | 7:65, 6:4                       |
| 2017                | Martina Hingis Jamie Murray           | Heather Watson Henri Kontinen        | 6:4, 6:4                        |
| 2018                | Nicole Melichar Alexander Peya        | Wiktoryja Asaranka Jamie Murray      | 7:61, 6:3                       |
| 2019                | Latisha Chan Ivan Dodig               | Jeļena Ostapenko Robert Lindstedt    | 6:2, 6:3                        |
| 2020                | ausgefallen, COVID-19-Pandemie        | ausgefallen, COVID-19-Pandemie       | ausgefallen, COVID-19-Pandemie  |
| 2021                | Neal Skupski (1) Desirae Krawczyk (1) | Joe Salisbury Harriet Dart           | 6:2, 7:61                       |
| 2022                | Desirae Krawczyk (2) Neal Skupski (2) | Samantha Stosur Matthew Ebden        | 6:4, 6:3                        |
| 2023                | Ljudmyla Kitschenok Mate Pavić        | Xu Yifan Joran Vliegen               | 6:4, 6:79, 6:3                  |
| 2024                | Jan Zieliński Hsieh Su-wei            | Santiago González Giuliana Olmos     | 6:4, 6:2                        |
| 2025                | Sem Verbeek Kateřina Siniaková        | Joe Salisbury Luisa Stefani          | 7:63, 7:63                      |